# A352高速公路
A352高速公路是法国的一条高速公路，始于Duppigheim，终于Dorlisheim，与A35高速相连。A352东西走向，连接420、422和500国道。该高速位于阿尔萨斯地区，经过莫尔塞姆等城镇。